# Fins (Somme)
Fins település Franciaországban, Somme megyében. Lakosainak száma 279 fő (2022. január 1.). Fins Metz-en-Couture, Neuville-Bourjonval, Équancourt és Sorel községekkel határos.

## Népesség
A település népességének változása:
| Lakosok száma | 283  | 282  | 281  | 277  | 277  | 279  | 280  | 279  | 279  |
|               | 2013 | 2015 | 2016 | 2017 | 2018 | 2019 | 2020 | 2021 | 2022 |